# Skencil
Skencil (früherer Name Sketch) ist ein freies Vektorgrafikprogramm für macOS und verschiedene Unix-Derivate, das unter der GNU Lesser General Public License erschien, inzwischen aber nicht mehr weiterentwickelt wird.

## Funktionalität
Skencil erlaubt die Gestaltung und Positionierung von Objekten wie geometrischen Primitiven (Linien, Bézierkurven, Rechtecke, Ellipsen), Text, EPS- und Rastergrafiken mit Hilfe von Maus und Tastatur an einer grafischen Oberfläche. Alle Objekte können rotiert, skaliert und geschert werden. Skencil verfügt über Effekte wie Überblendung, Maskierungsgruppen, Text entlang eines Pfades oder Text zu Kurven. Importfilter sind vorhanden für Xfig-, AI- (bis Version 8), WMF-, Corel-CMX- und SVG-Dateien. Export ist möglich in die Formate EPS, AI, PDF und SVG. Mit dem Programm pstoedit können PostScript-Dateien zur Weiterbearbeitung in Skencil aufbereitet werden. Für Skencil gibt es Zusatzmodule (Plugins) von verschiedenen Autoren, die Spezialfunktionen wie die Integration von LaTeX-Text, grafische Effekte oder einen Softproof zur Verfügung stellen.

## Technologie
Skencil ist hauptsächlich in Python programmiert und enthält für rechenintensive Operationen Module, die in C geschrieben sind. Es läuft unter den Betriebssystemen GNU/Linux, macOS, Solaris und FreeBSD auf verschiedenen Rechnerarchitekturen wie IA-32, PowerPC, Alpha oder SPARC. Für die grafische Benutzeroberfläche wird die GUI-Bibliothek Tk verwendet.

## Geschichte
Die erste öffentlich zugängliche Version Sketch 0.5.0 wurde am 31. Oktober 1998 publiziert.
Bis zu den Versionen des 0.6.x-Zweiges wurde die grafische Benutzeroberfläche mit Tk realisiert. Die 0.7.x-Reihe verwendet GTK+ und soll auf dieser Grundlage auch auf mehr Betriebssystemen lauffähig werden und weiterhin z. B. bessere Text-Funktionen bieten. Es kam jedoch noch zu keiner Veröffentlichung und auch die letzte Veröffentlichung des Projektes insgesamt (Version 0.6.17 vom 19. Juni 2005) liegt mittlerweile Jahre zurück.
Ein ukrainisches Entwicklerteam hat eine Abspaltung namens sK1 gestartet, die mit Tk-Oberfläche weitergeführt wird und sich auf die Anforderungen im Bereich der Druckvorstufe konzentriert.